# Raquel Castro
Raquel Castro (Long Island, 17 de novembro de 1994) é uma atriz, cantora e compositora estadunidense. Ela é mais conhecida por seu papel no filme de 2004 Jersey Girl como Gertie Trinké, filha de Ollie Trinké (Ben Affleck) e Gertrude Steiney (Jennifer Lopez), o papel para o qual Castro ganhou o Young Artist Award para Melhor Performance em um Longa-Metragem - Atriz Jovem de Idade Dez ou mais novo. Ela era um concorrente na versão americana de The Voice.

## Início da vida
Castro, o quarto de cinco filhos, nasceu em Long Island, Nova Iorque, filho de pai porto-riquenho, Albee Castro, e Kathleen, uma mãe americana de ascendência judaica americana e italiana. Ela tem duas irmãs mais velhas, um irmão mais velho e um irmão mais novo e, atualmente, vive em Long Island, Nova York. Raquel foi nomeado depois de sua mãe como atriz favorita, Raquel Welch.

## Carreira

### Atuando
Castro fez sua estreia em um episódio da série de televisão, Third Watch. Ela foi posteriormente lançado como a filha de Ben Affleck e Jennifer Lopez personagens no filme 2004 Menina dos Olhos (br) / Era Uma Vez Um Pai (pt), dirigido por Kevin Smith. Ela apareceu em um episódio de 2005, de Law & Order: Special Victims Unit intitulada "Alien" e no filme independente, Little Fugitive.
Em 2006, ela foi escolhida como Nicole no vídeo da música para a canção Ludacris "Runaway Love", com Mary J. Blige, onde ela interpreta uma menina auto-consciente abusada que foge. Mais tarde, ela foi destaque no filme independente de 2007, Tracks of Color. Ela tem um papel em The Ministers (2009), estrelado por John Leguizamo. Raquel também passou alguns anos em um estúdio de dança com seu irmão mais novo.

### Cantando
Ela era uma concorrente na primeira temporada de The Voice e ela foi selecionada na rodada Blind Audition e foi treinada por Christina Aguilera. Ela evoluiu para a primeira rodada dos shows ao vivo antes de ser eliminado com Lily Elise em favor de Frenchie Davis e Beverly McClellan.
Castro gravou um cover de Aguilera "Ain't No Other Man" e postou no YouTube. Castro também listou Christina Aguilera e Selena como seus ídolos e influências principais.
Recentemente, Castro lançou seu primeiro single na indústria da música, uma canção intitulada "Diary". De acordo com sua página no YouTube, a canção foi escrita por Alyssa Bonagura e Bruner Ted. Foi produzido por J Chris Griffin. Ele foi lançado no iTunes e CDBaby em 1 de fevereiro de 2012. Ela enviou o vídeo para a música "Diary" no YouTube e gravou um dance remix da canção, lançada em 11 de março de 2012. O remix foi lançado sob o título "Diary (J Chris Griffin Remix)". Ela também está trabalhando em seu álbum de estreia.

## Filmografia
| Film       | Film                                            | Film               | Film                                  |
| Year       | Film                                            | Role               | Notes                                 |
| ---------- | ----------------------------------------------- | ------------------ | ------------------------------------- |
| 2004       | Menina dos Olhos (br) / Era Uma Vez Um Pai (pt) | Gertie Trinké      | Film Debut                            |
| 2006       | Little Fugitive                                 | Destiny            | Remake                                |
| 2007       | Tracks of Color                                 | Carmen             |                                       |
| 2009       | The Ministers                                   | Nereida            |                                       |
| 2009       | America                                         | Liza               |                                       |
| 2010       | Brooklyn's Finest                               | Katherine          |                                       |
| Television |                                                 |                    |                                       |
| Year       | Title                                           | Role               | Notes                                 |
| 2002       | Third Watch                                     | Moira Kenney       | *Episode: "The Greater Good"          |
| 2005       | Law & Order: Special Victims Unit               | Emma               | *Episode: "Alien"                     |
| 2011       | The Voice                                       | Herself, Candidate | Team of Christina Aguilera            |
| 2011       | Wingin' It                                      | JenJen             | Ep22: Heaven Must Be Missing an Angel |
| 2015       | Empire                                          | Marisol            |                                       |

## Discografia

### Álbuns
| Year | Album | Chart |
| ---- | ----- | ----- |
| 2012 | TBD   | —     |

### Singles
| Year | Song    | U.S. | U.S. Pop | U.S. R&B | UK | NZ | FRA | NET | Album |
| ---- | ------- | ---- | -------- | -------- | -- | -- | --- | --- | ----- |
| 2012 | "Diary" | —    | —        | —        | —  | —  | —   | —   | TBD   |

## Awards e nomeações
| Year | Group              | Award                                                                 | Result | Film        |
| ---- | ------------------ | --------------------------------------------------------------------- | ------ | ----------- |
| 2005 | Young Artist Award | Best Performance in a Feature Film - Young Actress Age Ten or Younger | Venceu | Jersey Girl |